# Radzyń Podlaski
Radzyń Podlaski er en by i det østlige Polen, ca. 60 km nord for Lublin, med 16.140 indbyggere (2004). Byen gennemløbes af floden Białka.
Byen blev grundlagt i 1468. Den mest berømte seværdighed er Potocki Slot fra det 18. århundrede.

## Berømte bysbørn
- Ignacy Potocki (1750–1809), forfatter
- Zenon Przesmycki (1861–1944), digter
- Karol Józef Lipiński (1790-1861), violinist og komponist